# Свенссон, Томас (гандболист)
Томас Рунар Свенссон (швед. Tomas Runar Svensson; род. 15 февраля 1968, Эскильстуна) — шведский гандболист и гандбольный тренер, выступавший на позиции вратаря. Четырёхкратный чемпион Европы, двукратный чемпион мира, трижды серебряный призёр летних Олимпийских игр. В настоящий момент — тренер вратарей в клубе «Барселона».

## Карьера

### Клубная
Воспитанник школы клуба «Гуиф», дебютировал в его составе на чемпионате Швеции в возрасте 15 лет. В 1990 году уехал в Испанию, где и провёл лучшие годы своей карьеры: сначала он дважды стал бронзовым призёром чемпионата Испании в составе мадридского «Атлетико», потом выиграл Кубок Испании в составе команды «Бидасоа» в 1993 году, а в 1995 году ему покорились чемпионат Испании, Кубок Испании и Лига чемпионов. Перспективного Свенссона приобрела «Барселона», в составе которой с 1996 по 2000 годы он беспрестанно выигрывал чемпионат Испании и Лигу чемпионов, а также дважды выиграл Кубок Испании и Суперкубок Испании.
В 2002 году после серии успехов он покинул команду, уехав в Германию выступать за «Гамбург», в составе которого выиграл только Суперкубок Германии в 2004 году. В 2005 году он вернулся в Испанию выступать за команду «Портленд» из Сан-Антонио, однако былых успехов повторить не смог, ограничившись финалом Лиги чемпионов 2006. В 2009 году он перешёл в вальядолидский клуб «Певаферса», а в сезоне 2011/2012 выступал уже за немецкий «Рейн-Некар Лёвен». О завершении карьеры игрока объявил 8 мая 2012. С сезона 2012/2013 состоит в тренерском штабе этой команды.

### В сборной
В сборной сыграл 327 матчей с 1988 по 2008 годы. Выиграл 12 медалей в составе команды, из них 6 золотых (четыре чемпионата Европы и два чемпионата мира), 4 серебряные (три олимпийские и одна с чемпионата мира) и 2 бронзовые (обе с чемпионата мира). Последнюю игру провёл в 2008 году в матче против Исландии в борьбе за выход на Олимпиаду-2008, которую шведы проиграли со счётом 25:29 и сенсационно не попали в Пекин. В январе 2009 года объявил об уходе из сборной.

## Достижения

### Индивидуальные
- Лучший гандболист Швеции по итогам сезона 2005/2006

### Клубные
Бидасоа
- Победитель Лиги чемпионов ЕГФ: 1995
- Чемпион Испании: 1995

Барселона
- Победитель Лиги чемпионов ЕГФ: 1996, 1997, 1998, 1999, 2000
- Чемпион Испании: 1996, 1997, 1998, 1999, 2000

Гамбург
- Победитель Суперкубка Германии: 2004

Итого
- 6-кратный победитель Лиги чемпионов, 6-кратный чемпион Испании, обладатель одного Суперкубка Германии

### В сборной
- ЧМ 1990: Чемпион
- ОИ 1992: Серебряный призёр
- ЧМ 1993: Бронзовый призёр
- ЧЕ 1994: Чемпион
- ЧМ 1995: Бронзовый призёр
- ОИ 1996: Серебряный призёр
- ЧЕ 1998: Чемпион
- ЧМ 1999: Чемпион
- ЧЕ 2000: Чемпион
- ОИ 2000: Серебряный призёр
- ЧМ 2001: Серебряный призёр
- ЧЕ 2002: Чемпион

Итого: 12 медалей: 6 золотых, 4 серебряные, 2 бронзовые.

## Интересные факты
Томас Свенссон был одним из пассажиров авиарейса 751 компании SAS, который потерпел аварию во время рождественских праздников 27 декабря 1991 года. К счастью, никто из пассажиров не погиб.